# Stàraia Bezguinka
Stàraia Bezguinka - Старая Безгинка (rus) - és un poble de l'óblast de Bélgorod, a Rússia. El 2010 tenia 671 habitants. Pertany al districte (raion) de Novi Oskol.